# Svenska mästare i amerikansk fotboll
Svenska mästare i amerikansk fotboll blir laget som vinner finalen i det slutspel som avgörs efter att Superserien är färdigspelad. Slutspelet har formen av en utslagsturnering mellan de fyra bäst placerade lagen i serien. Lagen seedas efter sin placering i grundserien. I semifinalerna möts ettan och fyran respektive tvåan och trean i enkelmöten på det bäst placerade lagets hemmaarena. SM-finalen avgörs i en enda match på en i förväg bestämd plats.

## Historia
Den första inofficiella finalen spelades 1985 mellan Lidingö Pink Chargers och Danderyd Mean Machines i Bosön på Lidingö och vanns av Lidingö. Först året efter fick finalen officiell status.
När Superserien startade 1991 började svenska mästerskapet avgöras genom ett slutspel mellan de främsta lagen i serien. Det vanligaste har varit att de fyra bästa lagen har spelat först en semifinal och sedan en final. Det först placerade laget har då på hemmaplan mött laget på fjärde plats medan lag nummer två på sin hemmaplan har tagit emot lag nummer tre. Finalen har spelats på en i förväg bestämd plats.
Under säsongerna 1992, 1995, 2002 och 2004 spelades även kvartsfinaler. De två bästa lagen i serien var direktkvalificerade till semifinalerna medan lag tre till sex möttes enligt samma mönster som för semifinalerna ovan.
Säsongerna 1996 och 1997 var serien uppdelad i två konferenser. Segraren i respektive konferens mötte då på sin hemmaarena andralaget från den andra konferensen i semifinal.
En gång, 2001, har placeringsmatcher spelats före själva slutspelet. Resultatet av placeringsmatcherna gav seedningen för semifinalerna.

## Svenska mästare genom åren (Herr)
| Match   | Datum             | Mästare                     | Finalmotståndare        | Matchresultat | Spelplats                    |
| ------- | ----------------- | --------------------------- | ----------------------- | ------------- | ---------------------------- |
| –1      | 1985              | Lidingö Pink Chargers       | Danderyd Mean Machines  | 6–0           | Bosön på Lidingö             |
| I       | 1986              | Lidingö Pink Chargers(2)    | Glue Harbour Buccaneers | 15–6          | Fyrisfjädern i Uppsala       |
| II      | 1987              | Kristianstad C4 Lions       | Danderyd Mean Machines  | 22–0          | Stockholms stadion           |
| III     | 1988              | Kristianstad C4 Lions(2)    | Lidingö Pink Chargers   | 25–8          | Bosön på Lidingö             |
| IV      | 1989              | Kristianstad C4 Lions(3)    | Stockholm City Wildcats | 22–8          | Gamla Ullevi i Göteborg      |
| V       | 1990              | Danderyd Mean Machines      | Limhamn Griffins        | 28–21         | Arosvallen i Västerås        |
| VI      | 15 september 1991 | Uppsala 86ers               | Kristianstad C4 Lions   | 30–10         | Ryavallen i Borås            |
| VII     | 30 juli 1992      | Uppsala 86ers(2)            | Danderyd Mean Machines  | 22–12         | Kristianstads IP             |
| VIII    | 30 juli 1993      | Limhamn Griffins            | Uppsala 86ers           | 38–36         | Stockholms stadion           |
| IX      | 30 juli 1994      | Limhamn Griffins(2)         | Kristianstad C4 Lions   | 37–7          | Stockholms stadion           |
| X       | 30 juli 1995      | Solna Chiefs                | Limhamn Griffins        | 22–0          | Stockholms stadion           |
| XI      | 18 augusti 1996   | Kristianstad C4 Lions(4)    | Limhamn Griffins        | 20–14         | Stockholms stadion           |
| XII     | 24 augusti 1997   | Stockholm Mean Machines(2)  | Uppsala 86ers           | 28–21         | Stockholms stadion           |
| XIII    | 26 juli 1998      | Stockholm Mean Machines(3)  | Örebro Black Knights    | 31–10         | Zinkensdamms IP i Stockholm  |
| XIV     | 22 augusti 1999   | Stockholm Mean Machines(4)  | Örebro Black Knights    | 48–25         | Zinkensdamms IP i Stockholm  |
| XV      | 2 oktober 2000    | Stockholm Mean Machines(5)  | Tyresö Royal Crowns     | 55–17         | Tingvalla IP i Karlstad      |
| XVI     | 2 september 2001  | Tyresö Royal Crowns         | Stockholm Mean Machines | 30–25         | Zinkensdamms IP i Stockholm  |
| XVII    | 1 september 2002  | Stockholm Mean Machines(6)  | Carlstad Crusaders      | 28–20         | Zinkensdamms IP i Stockholm  |
| XVIII   | 20 september 2003 | Arlanda Jets                | Carlstad Crusaders      | 14–7          | Kristinebergs IP i Stockholm |
| XIX     | 5 september 2004  | Stockholm Mean Machines(7)  | Carlstad Crusaders      | 7–02          | Stockholms stadion           |
| XX      | 4 september 2005  | Stockholm Mean Machines(8)  | Carlstad Crusaders      | 35–21         | Kristinebergs IP i Stockholm |
| XXI     | 10 september 2006 | Stockholm Mean Machines(9)  | Carlstad Crusaders      | 24–21         | Zinkensdamms IP i Stockholm  |
| XXII    | 16 september 2007 | Limhamn Griffins(3)         | Carlstad Crusaders      | 9–62          | Zinkensdamms IP i Stockholm  |
| XXIII   | 21 september 2008 | Stockholm Mean Machines(10) | Arlanda Jets            | 70–39         | Zinkensdamms IP i Stockholm  |
| XXIV    | 20 september 2009 | Stockholm Mean Machines(11) | Carlstad Crusaders      | 24–20         | Zinkensdamms IP i Stockholm  |
| XXV     | 19 september 2010 | Carlstad Crusaders          | Tyresö Royal Crowns     | 37–15         | Tingvalla IP i Karlstad      |
| XXVI    | 24 september 2011 | Carlstad Crusaders(2)       | Tyresö Royal Crowns     | 20–7          | Studenternas IP i Uppsala    |
| XXVII   | 14 juli 2012      | Carlstad Crusaders(3)       | Tyresö Royal Crowns     | 24–0          | Studenternas IP i Uppsala    |
| XXVIII  | 7 september 2013  | Carlstad Crusaders(4)       | Örebro Black Knights    | 47–25         | Tele2 Arena i Stockholm      |
| XXIX    | 7 september 2014  | Carlstad Crusaders(5)       | Örebro Black Knights    | 49–9          | Tele2 Arena i Stockholm      |
| XXX     | 6 september 2015  | Carlstad Crusaders(6)       | Örebro Black Knights    | 42–17         | Studenternas IP i Uppsala    |
| XXXI    | 9 juli 2016       | Carlstad Crusaders(7)       | Uppsala 86ers           | 34–22         | Stockholms stadion           |
| XXXII   | 8 juli 2017       | Carlstad Crusaders(8)       | Örebro Black Knights    | 24–0          | Behrn Arena i Örebro         |
| XXXIII  | 7 juli 2018       | Stockholm Mean Machines(12) | Carlstad Crusaders      | 42–41         | Stockholms stadion           |
| XXXIV   | 6 juli 2019       | Stockholm Mean Machines(13) | Carlstad Crusaders      | 49–35         | Borås Arena                  |
| XXXV    | 24 oktober 2020   | Carlstad Crusaders(9)       | Stockholm Mean Machines | 14–12         | Tingvalla IP i Karlstad      |
| XXXVI   | 10 juli 2021      | Örebro Black Knights        | Stockholm Mean Machines | 28–14         | Behrn Arena i Örebro         |
| XXXVII  | 9 juli 2022       | Stockholm Mean Machines(14) | Örebro Black Knights    | 52–8          | Behrn Arena i Örebro         |
| XXXVIII | 8 juli 2023       | Stockholm Mean Machines(15) | Tyresö Royal Crowns     | 55–35         | Zinkensdamms IP i Stockholm  |
| XXXIX   | 6 juli 2024       | Carlstad Crusaders(10)      | Stockholm Mean Machines | 51–22         | Tyresövallen, i Tyresö       |
| XL      | 6 juli 2025       | Carlstad Crusaders(11)      | Tyresö Royal Crowns     | 36–6          | Sola Arena, i Karlstad       |

1Inofficiell final.

2Resultat efter övertid.

(#) Antal svenska mästerskap vunna vid tidpunkten.

## Svenska mästare
Tabellen nedan visar antal gånger respektive lag har blivit svenska mästare. Även den inofficiella finalen 1985, då Lidingö Pink Chargers vann, är inräknad.
| Titlar | Lag                                                                   |
| ------ | --------------------------------------------------------------------- |
| 15     | Stockholm/Danderyd Mean Machines                                      |
| 11     | Carlstad Crusaders                                                    |
| 4      | Kristianstad C4 Lions                                                 |
| 3      | Limhamn Griffins                                                      |
| 2      | Lidingö Pink Chargers, Uppsala 86ers                                  |
| 1      | Arlanda Jets, Solna Chiefs, Tyresö Royal Crowns, Örebro Black Knights |

## Finalarenor
SM-finalen har spelats på följande arenor:
| Finaler | Arena |
| ------- | --- |
| 9       | Stockholms stadion, Zinkensdamms IP                                                                        |
| 3       | Behrn Arena, Studenternas IP, Tingvalla IP                                                                 |
| 2       | Bosön, Kristinebergs IP, Tele2 Arena                                                                       |
| 1       | Arosvallen, Borås Arena, Fyrisfjädern, Gamla Ullevi, Kristianstads IP, Ryavallen, Tyresövallen, Sola Arena |

## Finalorter
SM-finalen har spelats på följande orter:
| Finaler | Ort                                                                            |
| ------- | ------------------------------------------------------------------------------ |
| 22      | Stockholm (Kristinebergs IP, Stockholms stadion, Tele2 Arena, Zinkensdamms IP) |
| 4       | Uppsala (Fyrisfjädern, Studenternas IP)                                        |
| 4       | Karlstad (Tingvalla IP, Sola Arena)                                            |
| 4       | Örebro (Behrn Arena)                                                           |
| 2       | Borås (Borås Arena, Ryavallen)                                                 |
| 2       | Lidingö (Bosön)                                                                |
| 1       | Göteborg (Gamla Ullevi)                                                        |
| 1       | Kristianstad (Kristianstads IP)                                                |
| 1       | Västerås (Arosvallen)                                                          |
| 1       | Tyresö (Tyresövallen)                                                          |